# Zaanchemie
Zaanchemie N.V. is de naam van een bedrijf te Zaandam dat kunstharsen vervaardigde voor de verfindustrie en onder diverse namen bestaan heeft tot 1980.
Het bedrijf is voortgekomen uit Adriaan Honig's Kunsthars Industrie N.V. en was gevestigd aan Westzijde 245.
Zaanchemie heeft een tijd lang met Hercules samengewerkt maar werd uiteindelijk een dochter van Billiton, dat meerdere fabrieken voor de productie van verfgrondstoffen bezat waaronder een titaanwitfabriek in het Botlekgebied nabij Rotterdam.. Zaanchemie werd in 1965 overgenomen door Scado N.V.
Tussen 1957 en 1967 had Billiton op het terrein een proeffabriek voor bestrijdingsmiddelen op basis van tin. Deze fabriek verdween na de overname door Unilever.
Het gehele bedrijf verdween uit Zaandam in 1980 toen het door DSM was overgenomen.
Het terrein heet sindsdien Scado-terrein. Het was ernstig vervuild en werd in 1988 gesaneerd, waarna er woningen op werden gebouwd.

## Scado
Scado is in 1948 opgericht door W.A.M. ten Doeschate en vloeide voort uit het familiebedrijf Schaepman & Co. te Zwolle, dat verf produceerde. De naam Scado is dan ook een samentrekking van Sc(h)aepman en Doeschate.
In 1967 werd Scado overgenomen door Unilever, en in 1980 door DSM.